# トラビス・パストラーナ
トラビス・アラン・パストラーナ（Travis Alan Pastrana、1983年10月8日 - ）は、アメリカ合衆国のモータースポーツ選手。メリーランド州アナポリス出身。スーパークロス、モトクロス、フリースタイルモトクロス、ラリーの諸競技において、選手権での優勝やエックスゲームズでの金メダル獲得の経験がある。

## 略歴
フリースタイルモトクロスでの活躍が最も有名で、14歳でチャンピオンとなった後、誕生間もないこの競技において新技を次々と編み出し、現在も常にフリースタイルモトクロスの第一線にいる。2006年8月4日にロサンゼルスで開催されたエックスゲームズ12では、世界で初めて公式競技の場でダブル・バックフリップ（後方2回転宙返り）を成功させ、モトX・ベストトリック部門の金メダルを獲得した。このジャンプには審判員のうち一人を除いて全員が100点満点中の100点をつけ、最終スコアは98.60点であった。その後パストラーナは、ダブル・バックフリップに再び挑むつもりはないことを明らかにした。この大会の終わりに膝を負傷したため、彼はモトX・フリースタイル優勝のウィニングランをすることができなかった。
モトクロスでは小排気量クラスにおいて強みを発揮し、2000年のAMAモトクロス125ccクラスと、2001年のAMAスーパークロス東地区125ccクラスでチャンピオンになった。彼の、危険を顧みないレーシングスタイルはどのレースでも参加者たちにとって脅威となっている。パストラーナの立ち乗りスタイル、ジャンプの組合せを見付ける力、そしてなによりスピードによって、彼はトラックで非常に目立つ存在である。ただ、近年は怪我もあってかFMXに注力しており、モトクロスのレースにはあまり出場していない。
競技では常にスズキのバイクを使用している。モトクロスではデビュー当初からアメリカンスズキのワークスライダーであり、それとは別にスズキの熱烈なファンとしても知られている。ゼッケンはバイクでもラリーでも一貫して199番をつけている。また、自身がスポンサーをつとめるモンスタージャム参加チーム名も「Pastrana 199」である。
2003年にはレース・オブ・チャンピオンズでラリーに挑戦、2004年にはスバルのヴェルモント・スパーカー・ラリー・チームでドライバーを務めた。2006年、パストラーナはラリー・アメリカ国内選手権のドライバースタンディングで総合優勝を史上最年少で獲得。その後、2007、2008シーズンとラリーアメリカを3連覇している。2006年8月5日、エックスゲームズで初開催となったラリーカー競技で金メダルを獲得した。このレースにはラリーの伝説的ドライバーであるコリン・マクレーが参加しており、マクレーが最後のジャンプで車を横転させるクラッシュにみまわれた後の、わずか0.53秒という僅差での勝利だった。 2007年から世界ラリー選手権のプロダクションカー(P-WRC)クラスに参戦。デビュー戦の第4戦コロナ・ラリー・メキシコで総合15位、クラス5位で完走した。2008年も参戦した。また2008年に、スコットランドラリー選手権最終戦コリン・マクレーフォレストステージズ・ラリーのヒストリカルクラスに参戦。フォード・エスコートマークⅠを駆り36位で完走した。ちなみにこの時のコ・ドライバーはマクレーとコンビを組んだ経験のあるデレック・リンガーである。
グローバル・ラリークロス、アメリカ・ラリークロスにも参戦後、現在はナイトロ・ラリークロスを立ち上げて主催者兼選手として活動している。

## 人物
パストラーナは負傷が多く、今までにしばしば、数週間もしくは数ヵ月戦列を離れることとなる怪我をしている。数度かにわたる震盪や背骨の骨折を経験し、また、軟骨の変性による膝の深刻な問題を抱えている。
モトクロスのスタントビデオへの出演も多く、なかでも、2009年からMTVで放映されているナイトロ・サーカスでは主要メンバーとして人気を博している。